# 站房
站房，又稱為車站建築（英語：Station building），是鐵路車站的主体建筑。旅客通常在站房裡辦理購票等業務。站房內還有等候室。站房可以是一个简单的单层建筑，也可以是一个多樓層的大型建筑物。